# レッズ (ラグビー)

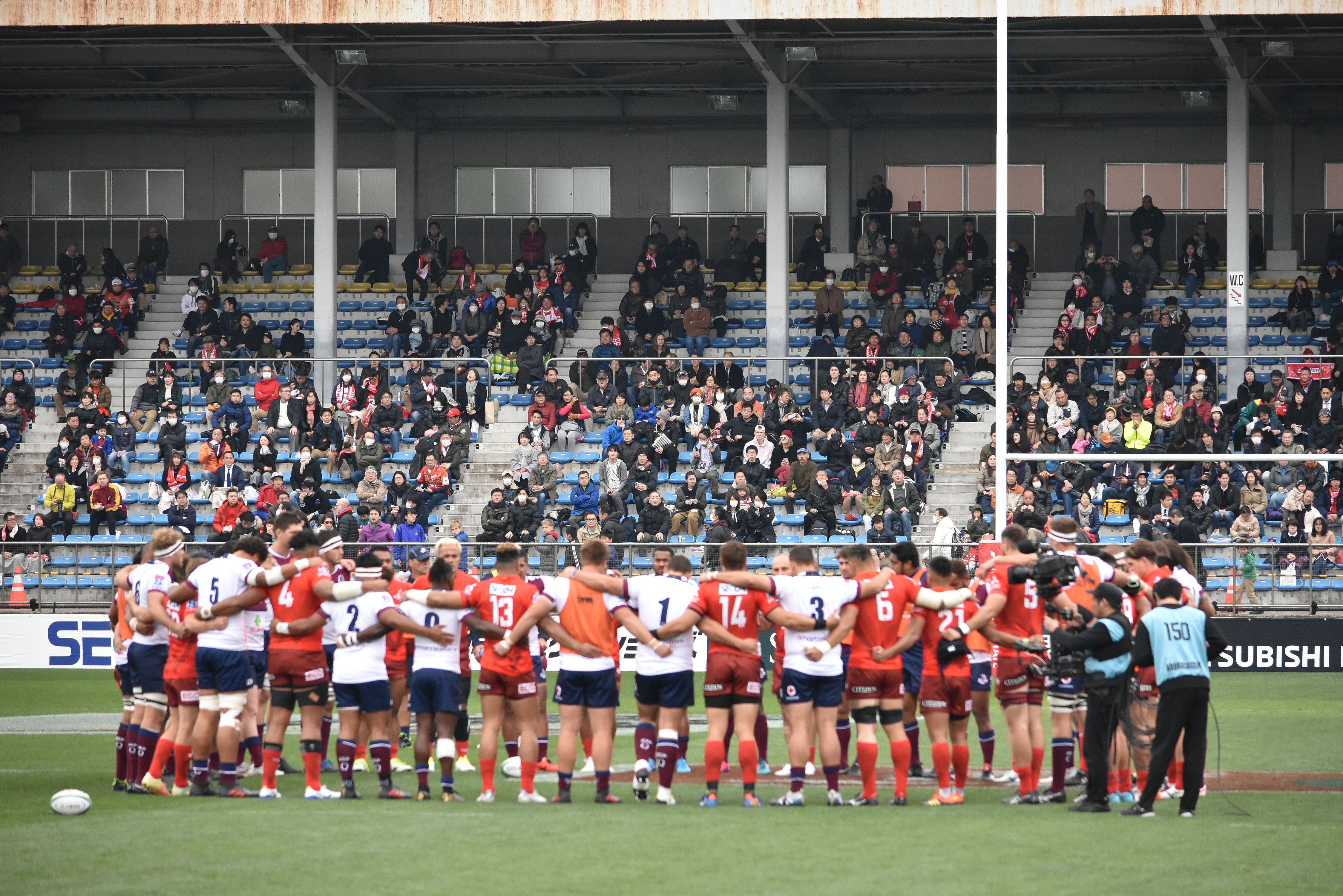
サンウルブズ対レッズの試合前、ニュージーランド・クライストチャチで起きた銃乱射事件の犠牲者に黙禱を捧げた両チームの選手（秩父宮ラグビー場 2019年3月16日撮影）

クイーンズランド・レッズ（英: Queensland Reds）は、スーパーラグビーに参加するオーストラリアのラグビーユニオンチーム。本拠地はブリスベンのサンコープ・スタジアム。

## 概要
クイーンズランド州のラグビーユニオンクラブ所属の選手および契約選手から選抜・編成されるチーム。1996-2004シーズンのチーム名はクイーンズランド・レッズ。
2011年以降はオーストラリアの銀行であるSt.George Bankがスポンサーとなっている。
チームカラーは赤。

## 歴史
1996年創設。前身のクイーンズランド州ラグビーユニオンとしては1882年創設。
1986年から1995年にかけて、スーパーラグビーの前身大会となるサウスパシフィック・チャンピオンシップ／スーパー6（オーストラリア2チーム、ニュージーランド3チーム、フィジー1チーム）、スーパー10（オーストラリア2チーム、ニュージーランド4チーム、南アフリカ3チーム、パシフィック・トライネイションズから1チーム）に出場。クイーンズランドは1992年のスーパー6で優勝、1994年・1995年のスーパー10で2連覇を達成した。
1996シーズン、1999シーズンのスーパー12では、総当りラウンドを1位通過するものの、プレーオフのセミファイナルで敗退。2001シーズンは4位通過するも、またもやセミファイナルで敗退した。
2006年11月、日本代表と国立霞ヶ丘競技場陸上競技場で対戦して勝利。
2006シーズンにスーパー14となって以降は、2009シーズンまで下位に低迷。2010シーズンは5位となった。
2011シーズンはオーストラリアカンファレンスを1位通過。ファイナルでクルセイダーズに18-13で勝利し、スーパーラグビー初優勝を遂げた。
2015シーズンには日本代表のツイヘンドリックが、2016シーズンには五郎丸歩がチームに加入した。
2020年、パナソニック ワイルドナイツと業務提携を締結。
2022年11月、ジャパンラグビーリーグワンの埼玉パナソニックワイルドナイツと対戦するグローバルラグビーフェスタ2022が熊谷ラグビー場で開催された。
2025年10月25日、埼玉パナソニックワイルドナイツと国際親善試合を行う。

## タイトル
- スーパーラグビー優勝 1回（2011年）
- スーパーラグビーAU優勝　1回（2021年）

## 成績

### スーパーラグビー戦績
| シーズン | 大会名                         | 試合数 | 勝 | 分 | 敗 | 順位 | 参加チーム数 | プレーオフ |
| -------- | ------------------------------ | ------ | -- | -- | -- | ---- | ------------ | ---------- |
| 1996     | スーパー12                     | 11     | 9  | 0  | 2  | 1位  | 12チーム     | ベスト4    |
| 1997     | スーパー12                     | 11     | 4  | 0  | 7  | 10位 | 12チーム     | ―          |
| 1998     | スーパー12                     | 11     | 6  | 1  | 4  | 5位  | 12チーム     | ―          |
| 1999     | スーパー12                     | 11     | 8  | 1  | 2  | 1位  | 12チーム     | ベスト4    |
| 2000     | スーパー12                     | 11     | 6  | 0  | 5  | 7位  | 12チーム     | ―          |
| 2001     | スーパー12                     | 11     | 6  | 0  | 5  | 4位  | 12チーム     | ベスト4    |
| 2002     | スーパー12                     | 11     | 7  | 0  | 4  | 5位  | 12チーム     | ―          |
| 2003     | スーパー12                     | 11     | 5  | 0  | 6  | 8位  | 12チーム     | ―          |
| 2004     | スーパー12                     | 11     | 5  | 0  | 6  | 10位 | 12チーム     | ―          |
| 2005     | スーパー12                     | 11     | 3  | 0  | 8  | 10位 | 12チーム     | ―          |
| 2006     | スーパー14                     | 13     | 4  | 0  | 9  | 12位 | 14チーム     | ―          |
| 2007     | スーパー14                     | 13     | 2  | 0  | 11 | 14位 | 14チーム     | ―          |
| 2008     | スーパー14                     | 13     | 3  | 1  | 9  | 12位 | 14チーム     | ―          |
| 2009     | スーパー14                     | 13     | 3  | 0  | 10 | 13位 | 14チーム     | ―          |
| 2010     | スーパー14                     | 13     | 8  | 0  | 5  | 5位  | 14チーム     | ―          |
| 2011     | スーパーラグビー               | 16     | 13 | 0  | 3  | 1位  | 15チーム     | 優勝       |
| 2012     | スーパーラグビー               | 16     | 11 | 0  | 5  | 3位  | 15チーム     | ベスト6    |
| 2013     | スーパーラグビー               | 16     | 10 | 2  | 4  | 5位  | 15チーム     | ベスト6    |
| 2014     | スーパーラグビー               | 16     | 5  | 0  | 11 | 13位 | 15チーム     | ―          |
| 2015     | スーパーラグビー               | 16     | 4  | 0  | 12 | 13位 | 15チーム     | ―          |
| 2016     | スーパーラグビー               | 15     | 3  | 1  | 11 | 15位 | 18チーム     | ―          |
| 2017     | スーパーラグビー               | 15     | 4  | 0  | 11 | 14位 | 18チーム     | ―          |
| 2018     | スーパーラグビー               | 16     | 6  | 0  | 10 | 13位 | 15チーム     | ―          |
| 2019     | スーパーラグビー               | 16     | 6  | 0  | 10 | 14位 | 15チーム     | ―          |
| 2020     | スーパーラグビーAU             | 8      | 5  | 1  | 2  | 2位  | 5チーム      | 準優勝     |
| 2021     | スーパーラグビーAU             | 8      | 7  | 0  | 1  | 1位  | 10チーム     | 優勝       |
| 2022     | スーパーラグビー・パシフィック | 14     | 8  | 0  | 6  | 7位  | 12チーム     | ベスト8    |
| 2023     | スーパーラグビー・パシフィック | 14     | 5  | 0  | 9  | 8位  | 12チーム     | ベスト8    |
| 2024     | スーパーラグビー・パシフィック | 14     | 8  | 0  | 6  | 5位  | 12チーム     | ベスト8    |
| 2025     | スーパーラグビー・パシフィック | 14     | 8  | 0  | 6  | 5位  | 11チーム     | ベスト6    |

## スコッド
2025シーズンのスコッド（2025年1月現在）
| プロップ - ジョージ・ブラーク - マッシモ・デルティイス(Massimo de Lutiis) - セフ・ファアガセ - マット・ギボン - アレックス・ホッグマン - トレヴォル・キング(Trevor King) - ゼイン・ノンゴール - ジェフリー・トーマガアレン フッカー - リッチー・アシアタ - マックス・クライグ(Max Craig) - マット・フェスラー - ジョシュ・ナセル ロック - アンガス・ブライス - ジョシュ・キャンハム - ルカン・サラカイアロト - ライアン・スミス - コナー・ヴェスト | フランカー/No.8 - ジョー・ブライアル - ジョン・ブラヤント - フレーザー・マクライト - セル・ウル - ハリー・ウィルソン - リアム・ライト スクラムハーフ - テイト・マクダーモット - カラニ・トーマス - ロイス・ウェルチョン フライハーフ - トム・ライナー - ハリー・マクライリンフィリップス | センター - ジョシュ・フック - フランキー・ゴールズブロース(Frankie Goldsbrough) - アイザック・ヘンリー - ハンター・パイサミ - ドレ・パケホ(Dre Pakeho) ウイング - ラシー・アンダーソン - ジャック・キャンベル - フィリポ・ダウナ - ジューデ・ギッブス(Jude Gibbs) - ヘレマイア・マレー - ティム・ライアン フルバック - ウィル・マックコーロチ(Will McCulloch) - マッソン・ゴードン |
| | | |
| はキャプテン。 | | |

## 歴代所属選手
- オーレ・アヴェイ
- マット・コベイン
- ジョシュア・アフ
- ダミアン・マクイナリ
- ジョノ・ランス
- ニック・ベリー
- ティム・ウォルシュ
- ジェイミー＝ジェリー・タウランギ
- リアム・ギル
- ロドニー・デイヴィス
- ツイヘンドリック
- 五郎丸歩
- トム・バンクス
- グレッグ・ホームズ
- サム・グリーン
- UJ・セウテニ
- アンソニー・ファインガ
- ウィル・チャンバー
- サム・ジョンソン
- ジェームス・ハンソン
- クエイド・クーパー
- ウィル・ゲニア
- ヘンリー・タエフ
- セフ・ファアガセ
- ベン・ルーカス
- キャンベル・マグネイ
- ケイデン・ネヴィル
- クリス・クリンドラニ
- ニック・ユースト
- ケーン・ダグラス
- ナイジェル・アーウォン
- マイク・ハリス
- ジェイデン・ナーマヌ
- エフィ・マアフ
- ダンカン・パイアアウア
- イライア・ドロアセセ
- スコット・マルーア
- イザイア・ペレス
- サム・ケレビ
- アイザック・ルーカス
- テティ・テラ
- ハリー・ホッキングス
- アイザック・ロッダ
- ヘンリー・スパイト
- ブライス・ヘガティ
- ルカン・サラカイアロト
- コルマック・ダリー
- タニエラ・トゥポウ
- コナー・アンダーソン
- ジェームズ・オコーナー
- ジョーダン・ペタイア
- スリ・ヴニヴァル